# 張承槱

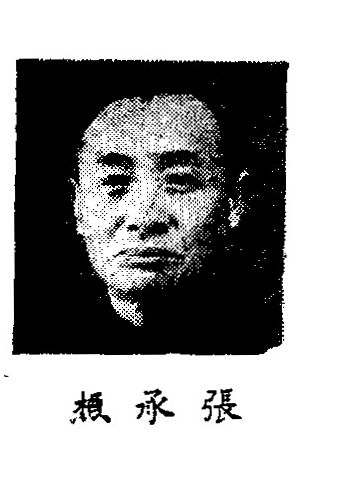

張承槱（1885年—1970年6月23日）字蓬生，湖北枝江人。中国民主革命家，中华民国官员。

## 生平
張承槱早年留学日本，加入中国同盟会。1905年11月，日本文部省公布了取缔清国留日学生规则，張承槱退学归国。1906年，張承槱入上海中国公学学习。
1911年武昌起义发生后，中国公学学生張承槱结识上海洪门首领田鑫山，在帮会内通过宣传，得到死士三千多人。張承槱将该情况报告于右任，准备西援武汉，但于右任主张将这支队伍用来光复上海。張承槱乃和陈其美决定分别策反驻上海的清朝军队。張承槱只身前往面见淞沪巡防营统领梁敦绰，说服梁敦绰守中立。1911年11月3日，張承槱率敢死队300多人作为先锋，进攻江南制造局，張承槱两腿负伤，仍然带伤转攻上海道衙门，并连夜再度进攻江南制造局。11月4日上午，上海光复，張承槱被推举为北伐军总司令，兼沪军敢死队总司令。不久，張承槱率部攻占镇江，和其他起义军会攻南京。后来，張承槱改任六合军政分府总司令。
1913年春，張承槱辞职留学美国。归国后，从1918年到1928年，历任北京政府财政部盐务部部长，哈尔滨、江苏、山东等地盐务稽核所所长、长江巡缉局局长。1930年，出任南京国民政府监察院审计部次长。1936年后，先后调任江苏省、浙江省、湖南省、湖北省等省审计处处长，驻中纺公司审计处处长。1946年，任辛亥首义同志会名誉理事。1949年，离开中国大陆赴台湾。1949年5月到1956年9月，任監察院審計長。
1970年6月23日，張承槱在台北逝世。1971年，获得褒揚令。

## 家庭
- 女：殷張蘭熙，丈夫为殷之浩。